# Моравський орел
Мора́вський оре́л (нім. Mährischer Adler), або Мора́вська орли́ця (чеськ. Moravská orlice) — срібний орел із золотим озброєнням, покритий червоними квадратами, на лазуровому тлі. Герб і гербова фігура моравських маркграфів, Моравії, один із символів Чехії. Відомий з XII ст., з печатки Оттокара II. Барви знані з Манеського кодексу. Часто зображався у золотій короні. У геральдичній традиції Габсбургів малювався золотим: актом від 7 грудня 1462 року Фрідріх III змінив срібну барву орла на золоту.  1920 року орлу повернуто первісну срібну барву й поміщено на герб Чехословаччини. Використовувався на емблемі чехословацьких легіонів (1914—1918), Богемсько-Моравського протекторату (1939—1945). Фігурує на великому державному гербі Чехії.  Складова гербі чеських земель і міст у Моравії.

## Галерея

### Середньовіччя. Модерн

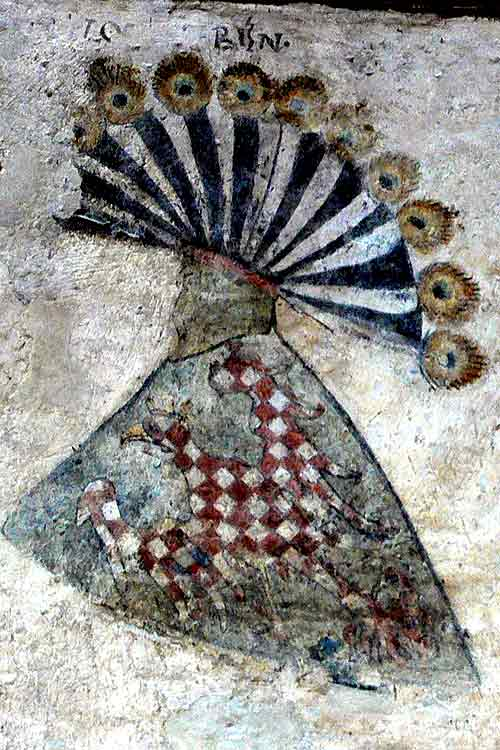
Моравська марка ХІІІ ст.
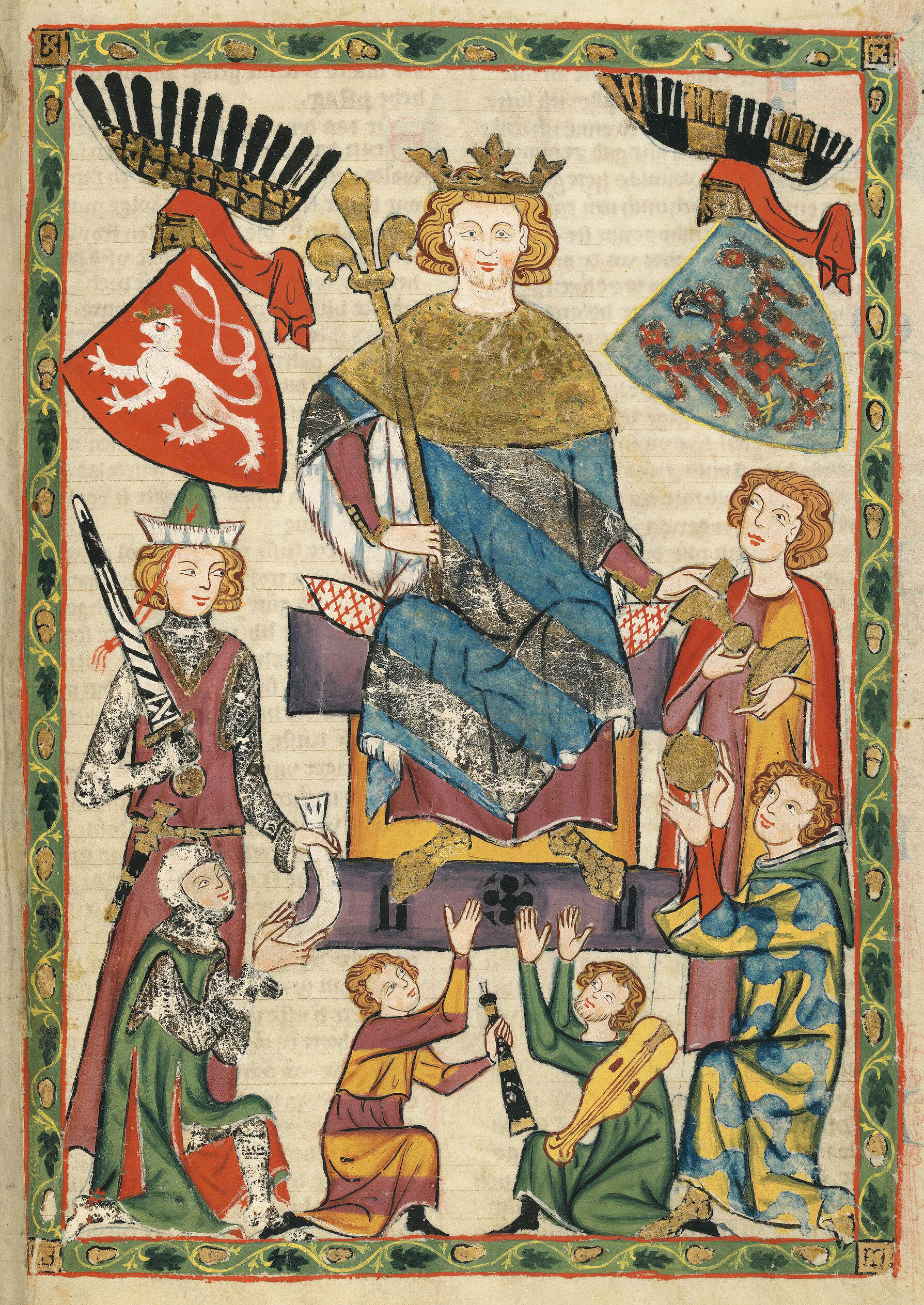
Манеський кодекс 1340
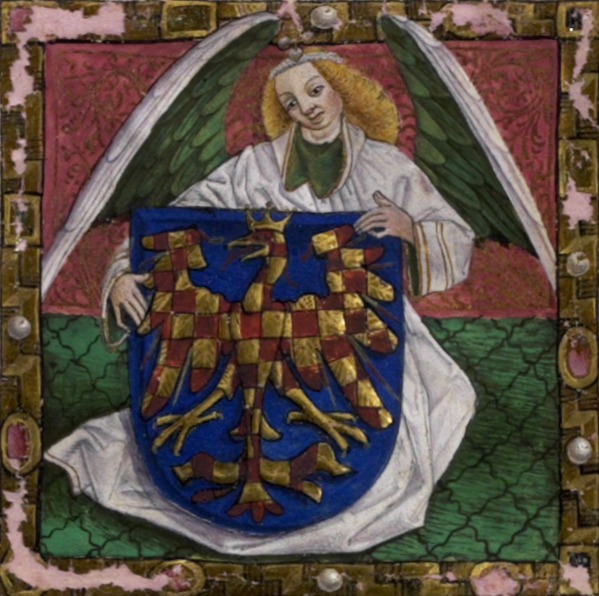
Моравія 1462
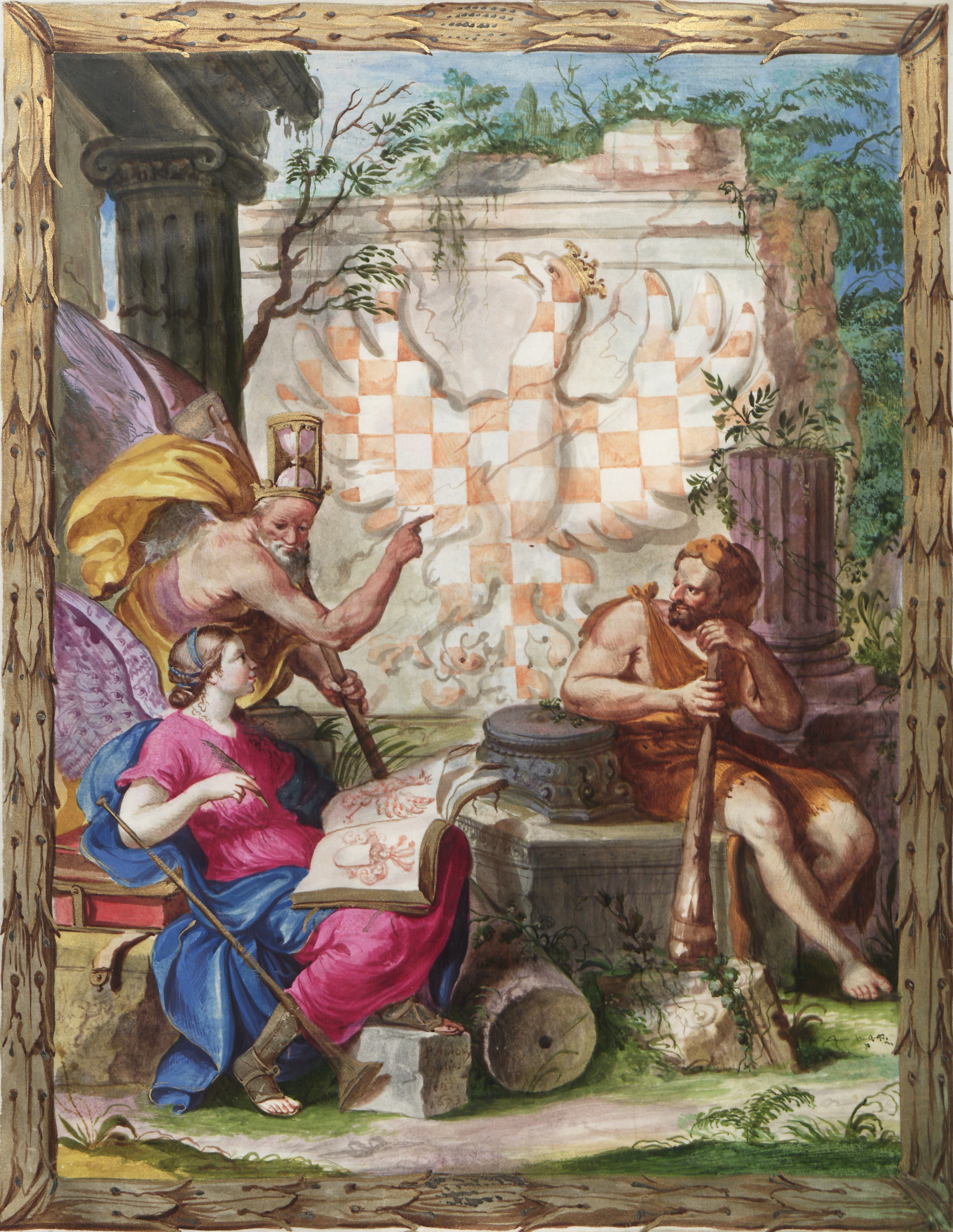
Моравія 1671
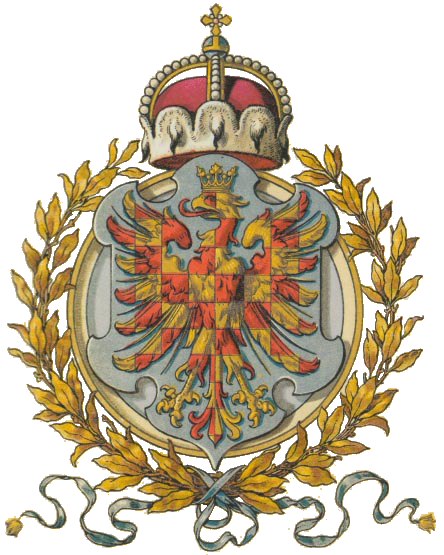
Моравська марка ХІХ ст.
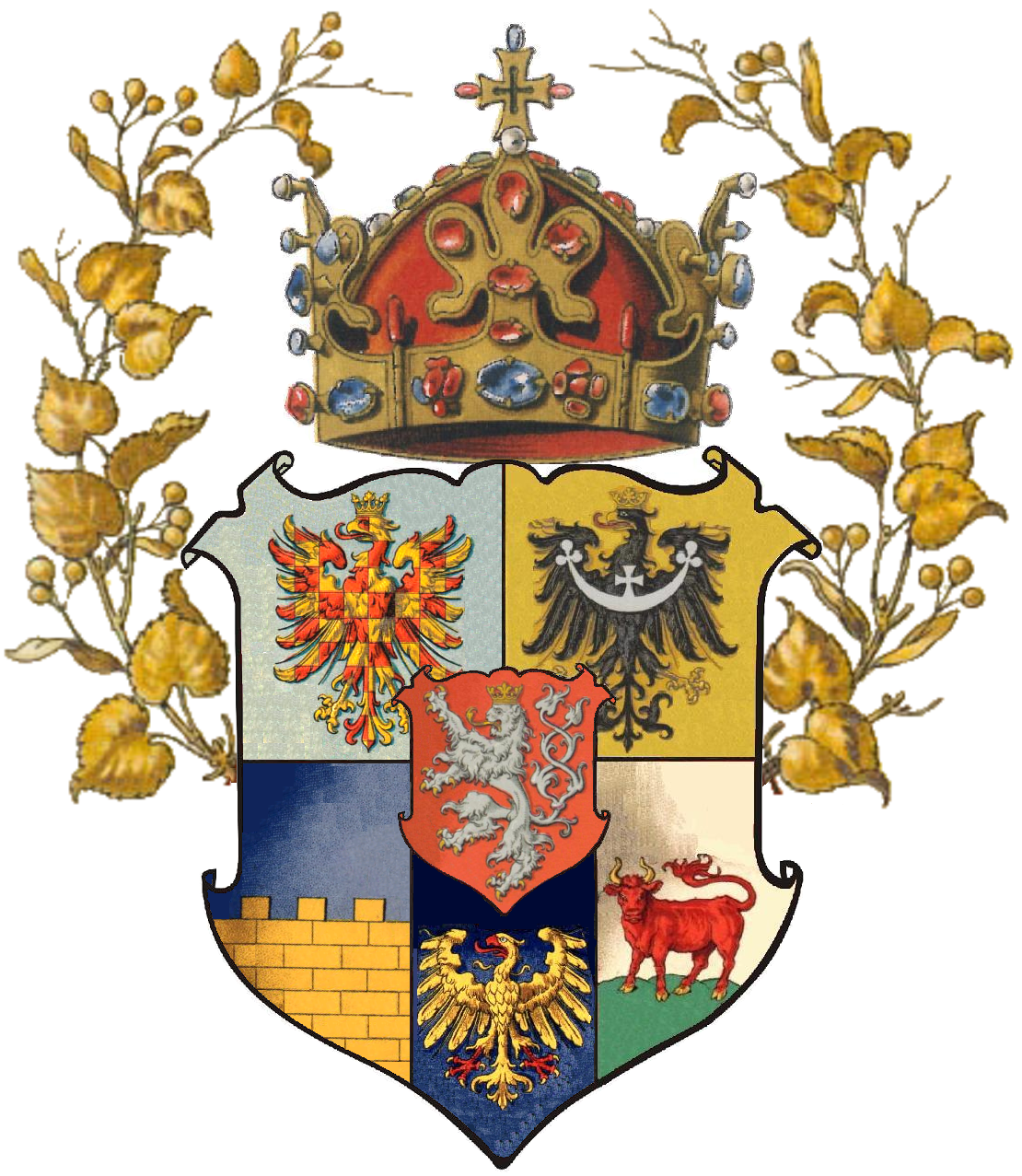
Чеські землі ХІХ ст.

### Новітня доба

Австро-Угорщина, середній герб 1867–1915
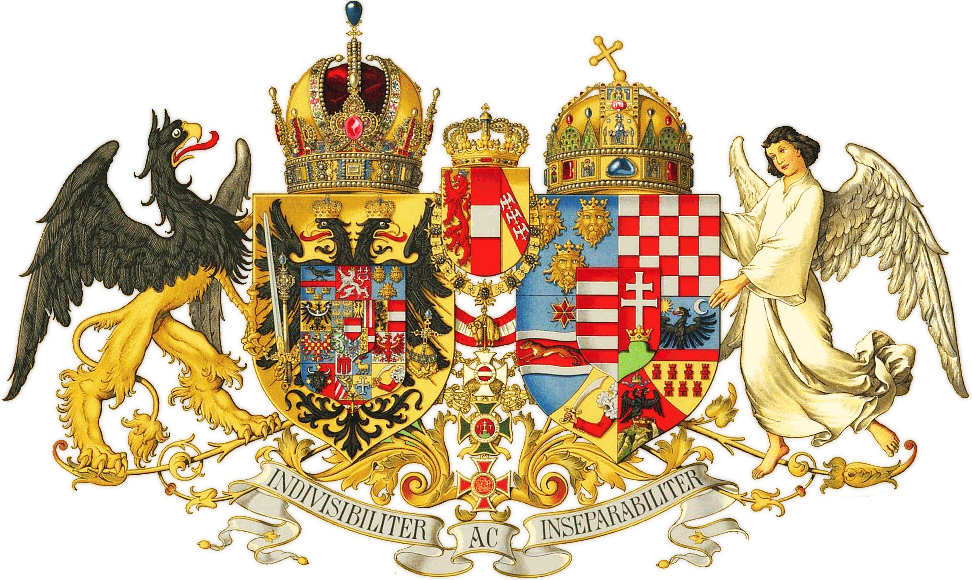
Австро-Угорщина, великий герб 1915—1918
Чехословацький легіон 1914—1918
Чехословаччина 1918—39, 1945—60
Протекторат, більший герб 1939—1945
Судетський округ 1940–45
Чехія, великий герб 1990—92
Чехія, великий герб від 1993